# Conflicto de jurisdicción
Un conflicto de jurisdicción o conflicto jurisdiccional, es aquel que se da en Derecho, cuando dos o más jueces o tribunales diferentes entienden que tienen jurisdicción para dirimir un mismo asunto. Como un mismo asunto sólo puede ser juzgado una vez, es necesario resolver el conflicto antes de poder resolver el litigio.

## Clasificación
Un conflicto de jurisdicción puede ser nacional o internacional. El nacional es aquel que afecta al ordenamiento jurídico de un solo estado (denominado más propiamente conflicto de competencia), mientras que el internacional es aquel en donde dos o más ordenamientos jurídicos entran en conflicto para dirimir un mismo litigio.Esto no ayuda en nada En ese caso, la resolución del conflicto depende del Derecho internacional.

### Conflicto de jurisdicción nacional
Normalmente es el conflicto menos preocupante, dado que la propia legislación nacional debería tener mecanismos para resolverlo (acudiendo al órgano jurisdiccional jerárquicamente superior, por ejemplo).
Sin embargo, existen países en donde esos mecanismos no existen, o son insuficientes (por ejemplo, en Estados Unidos no existe normativa para dirimir los conflictos entre los Estados federados). En esos casos el conflicto se asemeja mucho más a un conflicto internacional.

### Conflicto de jurisdicción internacional
Los Conflictos de jurisdicción son uno de los objetivos del Derecho internacional privado, estos acaecen en el evento que aparezca un conflicto de relevancia jurídica que contenga un elemento extranjero relevante, el juez que conoce del asunto litigioso debe determinar si es o no competente para conocer del mismo, como además determinar la forma de hacer valer en su Estado resoluciones extranjeras.

#### Fases de los conflictos de jurisdicción internacional
- Competencia internacional del tribunal: Implica determinar si el juez que está conociendo del asunto que contiene un elemento extranjero relevante es competente o no.
- Exequatur: La forma de hacer válida resoluciones extranjeras en el Estado nacional.